# Émile Biayenda
Pour l’article homonyme, voir Émile Biayenda (batteur).
Émile Biayenda, né en 1927 à Maléla Bombé près de Mpangala dans le district de Kindamba au Congo (Afrique-Équatoriale française) et mort assassiné le 22 mars 1977 à Brazzaville (République du Congo), est un cardinal congolais, archevêque de Brazzaville de 1971 à sa mort.

## Biographie

### Prêtre
Émile Biayenda est ordonné prêtre le 26 octobre 1958 pour le diocèse de Brazzaville après des études au petit séminaire de Mbamou, puis au grands séminaires de Brazzaville et de Lyon.
En février 1969, il obtient le titre de Docteur ès Sciences Sociales de l’Université Catholique de Lyon sur le thème « Les coutumes et le développement chez les Bakongo du Congo-Brazzaville ».

### Évêque
Nommé archevêque coadjuteur de Brazzaville, avec le titre d'archevêque in partibus de Garba, le 7 mars 1970, il est consacré le 17 mai suivant parSergio Pignedoli.
Il en devient l'archevêque diocésain le 14 juin 1971.

### Cardinal
Il est créé cardinal par le Pape Paul VI au consistoire du 5 mars 1973, avec le titre de cardinal-prêtre de S. Marco in Agro Laurentino. Il est ainsi le premier cardinal de la République du Congo.
Il meurt assassiné le 22 mars 1977. Il n'a que 50 ans. 
Le 27 mars 1977, lors de ses obsèques, Godefroy Emile Mpwati, alors évêque résidentiel du diocèse de Pointe-Noire, prononce le message de réconfort et d’espérance suivant « Notre Cher Cardinal Émile est entré dans ce cortège de nos héros, témoins de la foi. Ils nous ont montré l’exemple, afin que nous fassions comme eux. « Heureux les persécutés pour la Justice, car le Royaume des cieux est à eux ». (Mt5, 10). »

### Cause de béatification
Une cause de canonisation a été ouverte à la demande du Pape Jean-Paul II par l'intermédiaire de la Congrégation pour les causes des saints le 20 mars 1995. Le titre posthume de serviteur de Dieu lui a été accordé à la suite de l'ouverture. 
Le processus diocésain de béatification du cardinal défunt s'est déroulé du 21 octobre 1996 jusqu'au 14 juin 2003. Une commission historique a été chargée de la cause et a terminé son travail en 2014 La Congrégation a ensuite validé le processus diocésain le 29 mai 2015. La prochaine étape serait qu'il soit déclaré bienheureux avec la reconnaissance de ses vertus héroïques.
Pour mémoire, les différentes étapes de la béatification sont: serviteur de Dieu, Vénérable, bienheureux et saint.

## Hommage
Le 5 juin 2015, le conseil municipal et départemental de Brazzaville rebaptise cet axe principal qu'est l'Avenue Foch (Brazzaville) en avenue Émile Biayenda .